# Harold Hunter
Harold Atkins Hunter (Nova York, 2 de abril de 1974 - Nova York, 17 de fevereiro de 2006) foi um ator e esqueitista norte-americano. Ficou conhecido mundialmente após sua participação no polêmico filme Kids (1995), dirigido por Larry Clark.
Figura de personalidade extrovertida e brincalhona, Hunter era bastante conhecido no universo do skate pelo bom-humor. Estava sempre presente nos principais eventos nos EUA e era uma das figuras que melhor representavam o skate de Nova York.
Hunter foi encontrado morto em seu apartamento por overdose de cocaína. O corpo foi achado pelo seu irmão.

## Filmografia
- New Jersey Drive (1995)
- Kids (1995)
- Mind Games (1996)
- Hand on the Pump (1998)
- Frezno Smooth (1999)
- Save the last Dance (2001)
- Kung Faux (2003)
- Man Under Wire (2005)